# Srednja Dobrinja
Srednja Dobrinja (cyr. Средња Добриња) – wieś w Serbii, w okręgu zlatiborskim, w gminie Požega. W 2011 roku liczyła 405 mieszkańców.